# Mihail Barbulat
Mihail Barbulat (n. 19 februarie 1971, municipiul Chișinău) este un diplomat și om politic din Republica Moldova, care a îndeplinit funcția de ministru al culturii și turismului din Republica Moldova (2009).

## Biografie
Mihail Barbulat s-a născut la data de 19 februarie 1971, în municipiul Chișinău. A urmat studii la Colegiul Tehnologic din Chișinău, specialitatea economist (1986-1989), Institutul de Stat al Artelor din Moldova, specialitatea Muzicolog și dirijor de orchestră (1989-1995) și Universitatea de Stat din Moldova, Departamentul Postuniversitar,   specialitatea Limbi străine (1994-1996).
După absolvirea facultății, a lucrat ca profesor de engleză de afaceri la Facultatea de Relații Economice Internaționale a Academiei de Studii Economice din Moldova (1996–1997). S-a angajat apoi în cadrul Ministerului Afacerilor Externe și Integrare Europeană al Republicii Moldova, îndeplinind pe rând funcțiile de atașat, secretar III, II și I al Departamentului Protocol(1997-2001), șef al Serviciului Protocol al Aparatului Președintelui Republicii Moldova (2001-2005) și Ambasador Extraordinar și Plenipotențiar al Republicii Moldova în Republica Turcia, acreditat prin cumul și în Sultanatul Oman, Qatar, Kuweit, Regatul Arabiei Saudite, Republica Liban, Emiratele Arabe Unite, Republica Arabă Egipt, Reprezentant Permanent la Organizația de Cooperare Economică la Marea Neagră (2005-2008).
La data de 10 iunie 2009, Mihail Barbulat a fost numit în funcția de ministru al culturii și turismului din Republica Moldova .
Mihail Barbulat vorbește fluent limbile engleză și rusă. El este căsătorit și are doi copii.